# Jana Koščak
Jana Koščak (19. svibnja 2006.) je hrvatska atletičarka.
Sestra Klara je također atletičarka i bivša državna rekorderka u sedmoboju. Trener joj je otac Patrik.

## Karijera
Koščak je osvojila zlatno odličje u sedmoboju na Europskom mlađejuniorskom prvenstvu 2022. godine, održanom u Izraelu. Najbolja je bila na 100 m, u skoku u vis i u skoku u dalj, treća u bacanju kugle, peta na 800 m, deveta na 200 m i u bacanju koplja te sa 6106 bodova postavila najbolji rezultat godine do 18 godina u svijetu i novi državni mlađejuniorski rekord.
U svom prvom seniorskom nastupu u višeboju, u veljači 2023. u petoboju, kao 16-godišnjakinja skupila je 4432 boda i za više od 550 bodova srušila hrvatski seniorski rekord koji je stajao od 2014. godine. Time je postala prva hrvatska atletičarka koja je u petoboju skupila barem 4000 bodova. Na putu do tog rezultata u skoku u dalj je sa 6,34 metra srušila i hrvatski seniorski dvoranski rekord.
4432 boda u petoboju je rezultat kakav do tada nije ostvarila nijedna mlađa juniorka u povijesti. Najbolji mlađejuniorski (U-18) rezultat svih vremena u petoboju, s nižim preponama (76,2 cm) i lakšom kuglom (3 kg) u tom trenutku bio je 4414 bodova, postavljen tri godine ranije. Dakle, ona je u seniorskom petoboju, s višim preponama (84 cm) i težom kuglom (4 kg) osvojila više bodova od tog rezultata.
Krajem veljače 2023. na Prvenstvu Hrvatske u višebojima sa 4585 bodova postavila je najbolji rezultat svih vremena u mlađejuniorskom petoboju i srušila prije navedeni rezultat.
U prvom seniorskom sedmoboju u karijeri, krajem svibnja 2023., na svjetskom višebojskom mitingu u austrijskom Götzisu, ostvarila je 6293 boda. To je najbolji rezultat u povijesti jedne mlađe juniorke (U-18) u seniorskom sedmoboju, neslužbeni svjetski rekord. Tim rezultatom je za više od 600 bodova srušila hrvatski seniorski (i juniorski) rekord koji je dotad držala njezina starija sestra Klara i postala je prva hrvatska atletičarka koja je probila granicu od 6000 bodova u sedmoboju.
Osvojila je zlatnu medalju u sedmoboju na Svjetskom atletskom prvenstvu do 20 godina u Limu u Peruu krajem kolovoza 2024.
Postala je europska prvakinja do 20 godina u finskom Tampereu 2025. u sedmoboju s 6293 boda što predstavlja izjednačavanje njezina osobnog i hrvatskog rekorda.